# Ignacio López Tarso
Ignacio López ''López'' Tarso (Cidade do México, 15 de janeiro de 1925 — Cidade do México, 11 de março de 2023) foi um ator mexicano. Foi o ator mais longevo vivo da Época de Ouro do Cinema Mexicano.

## Carreira
Nasceu no dia 25 de janeiro de 1925 na cidade de Guadalupe, Cidade do México. Seus pais eram Alfonso Lopez Bermúdez e Ignácia Lopez Herrera, tem um irmão, Alfonso, e uma irmã, Marta. Em Guadalajara, ainda na escola primária, aos 8 anos Ignacio descobriu que tem o dom de atuar. Estudou o ensino médio e quis entrar no seminário. Ignacio aprendeu latim, grego, desempenhou obras de caridade e descobre que nenhuma vocação religiosa. Que mais tarde iria jogar mais de um modo geral, ele se alistou no exército durante a Segunda Guerra Mundial. Em meados dos anos 40, ele vai para os EUA. Lá trabalhou cortando laranjas na cidade da Califórnia e viveu em condições sub-humanas que causam prejuízo para a coluna que deixa-o incapaz de continuar a trabalhar. Por isso ele retornou ao México onde ele permaneceu por um longo tempo em repouso em 1949, com muitas dificuldades de caminhar.
Tarso começou sua carreira estudando teatro na Escola de Artes Dramáticas Instituto Nacional de Belas Artes, e começou sua carreira de ator no Autónoma Student Theatre Company. Estreou no teatro com a peça Nacida Ayer (1951), e no cinema com o filme La Desconocida (1954) e novelas com: Cuatro em La Tampa (1957) contracenando com Silvia Derbez. Mais tarde tornou-se parte da companhia Teatro Clássico do México, com o qual ele se apresentou um repertório de obras de teatro espanhol clássico, como La Celestina de Fernando de Rojas e O Mocedades del Cid de Guillen de Castro. Com o papel-título da peça Moctezuma II como Sergio Magana, alcançou reconhecimento profissional completo. A partir daquele momento, Tarso se tornou um ator fundamental nas obras dos dramaturgos Emilio Carballido, Luisa Josefina Hernandez e Sérgio Magana, e diretor de teatro Seki Sano (origem japonesa). Discípulo de Stanislavski, Seki Sano México introduziu o método de formar e dirigir atores de seu professor, o que levou ao desenvolvimento de realismo. Estes artistas formaram um grupo que levaria a renovação do teatro mexicano na década de cinqüenta. Sob a liderança de Seki Sano, López Tarso trabalhou em Las brujas de Salem (1953) e Prueba de fuego. Outros trabalhos que provaram a sua solvência como ator foram: El precio (também de Arthur Miller), e El rey se muere (1962), de Eugène Ionesco. No que diz respeito à sua carreira cinematográfica, López Tarso também desempenhou um papel importante no desenvolvimento do cinema em seu país, participando de filmes memoráveis como: Nazarín (1958), de Luis Buñuel; Juana Gallo (1960), de Miguel Zacarías, o Tarahumara (1964), de Luis Alcoriza. Com o diretor Roberto Gavaldón rolou filmes pendentes como: Macario (1960), El gallo de oro (1964) e La vida inútil de Pito Pérez (1970). Ele ganhou duas vezes o Portão de Ouro de Melhor Ator, o primeiro por seu trabalho no papel Man (1963) de Ismael Rodriguez,  Nos anos 70 e 80, participou em várias séries de TV histórica, como: El derecho de nacer (1981) o Senda de Gloria (1987), ambientadas en la Revolución Mexicana. López Tarso participou também de mais de vinte tele series e colaborou em alguns programas especiais. Em 1961, Lopez Tarso estrela no filme "The White Rose", uma crítica contra o petróleo. Por razões políticas, este filme foi arquivado e só exibido em 1973, onde Don Ignacio recebeu um merecido Ariel por seu papel no filme. Em telenovelas Don Ignacio entrou pela porta da frente. Ele trouxe a este gênero que recentemente se firmou em grande reputação como ator em cinema e teatro. Vinte anos depois, Don Ignacio assumiu o fio da história moderna mexicana em um papel semelhante, o general Alvarez na novela Senda De Gloria, desempenhando uma boa critica. Versátil, modesto e alegre, Ignacio López Tarso seguiu com serenidade e prestou seu ícone de selo. Sua filha, a critíca de cinema Susana López Aranda escreveu um livro intitulado The Film Ignacio López Tarso. Em 2007 ele foi premiado com a medalha de Don Cruz Lizarraga e Ariel de Oro para sua carreira. Naquela noite, estava cercado por seus filhos e netos porque entre suas muitas realizações, e não menos era formar uma família sólida de dois professoras filhas e seu filho que também é ator Juan Ignacio.
Em 2013, Lopez Tarso voltou as telas na novela Corazón indomable, contracenando com Ana Brenda Contreras e Daniel Arenas. 

## Vida pessoal e morte
Lopez Tarso foi casado com Clara Aranda desde 1950, e juntos tiveram três filhos: Gabriela López, a crítica e escritora Suzana López e o ator Juan Ignácio Aranda. Sobre seu filho Juan, Tarso disse que ele é um excelente ator, ele também descreveu sua filha Suzana como uma mulher talentosa, ela estudou cinema, e juntos escreveram a obra Vamos falar sobre Teatro. López Tarso é avó de 9 netos e tem 8 bisnetos.
Tarso morreu em 11 de março de 2023, aos 98 anos.

## Filmografia

### Televisão
- Médicos (2019) .... Héctor
- Amores con trampa (2015) .... Don Porfirio Carmona
- La malquerida (2014).... Juan Carlos Maldonado
- Quiero amarte (2013-2014) .... Padre Juan
- Mentir para vivir (2013) .... Don Hernán
- Corazón indomable (2013) .... Ramiro Olivares
- El encanto del águila (2011) .... Porfírio Díaz
- La que no podía amar (2011-2012) .... Fermín Peña
- La fuerza del destino (2011) .... Don Severiano
- Rafaela (2011) .... Don Octavio
- Mar de amor (2009-2010) .... El Mojarras
- El Pantera (2007–2009) .... General Porfirio Ayala
- Mañana es para siempre (2008) .... Dr. Isaac Newton Barreto
- Amor sin maquillaje (2007)
- Peregrina (2005) .... Don Baltazar "Tontón"
- La esposa virgen (2005) .... General Francisco Ortiz
- De pocas, pocas pulgas (2003) .... Don Juliano Montes
- ¡Vivan los niños! (2002) .... Inácio Robles
- Navidad sin fin (2001) .... Rodito
- Atrévete a olvidarme (2001) .... Gonzalo Rivas
- La casa en la playa (2000).... Don Ángel Villarreal Cueto
- Ángela (1998) .... Don Feliciano Villanueva
- Camila (1998) .... Don Genaro
- Esmeralda (1997) .... Melesio
- Imperio de cristal (1994) .... Don César Lombardo
- Ángeles blancos (1989) .... Perfecto Díaz de León
- Senda de gloria (1987) .... General Eduardo Álvarez
- El gran mundo del teatro (1985)
- El periquillo sarniento (1981)
- El derecho de nacer (1981) .... Don Rafael Del Junco
- El combate (1980) .... Marcial Toledano Rivera
- Amor prohibido (1979) .... Arturo Galván
- El honorable señor Valdés (1973) .... Humberto Valdés
- El edificio de enfrente (1972)
- El carruaje (1972) .... Padre Esparza
- Rosas para Verónica (para Panamericana TV de Perú 1971) .... Ramiro
- La constitución (1970)
- La tormenta (1967) .... Gabriel
- Amor y orgullo (1966) .... Jaime López
- Cuatro en la trampa (1961)

### Cinema
- Más sabe el Diablo por viejo (2018)
- Santo Luzbel (1996)
- Reclusorio, episodio: Quiero quedarme en la cárcel (1995)
- Tirano Banderas (1993)
- Muelle rojo (1987)
- Astucia (1985)
- El otro (1984)
- Toña Machetes (1983)
- Bajo el volcán (Under the volcano) (Producción México-Estados Unidos, 1983)
- Antonieta (1982)
- The Children of Sánchez (Producción México-Estados Unidos, 1977)
- Los amantes fríos, episodio: El soplador de vidrio (1977)
- Los albañiles (1976)
- La Casta Divina (1976)
- Renuncia por motivos de salud (1975)
- Rapiña (1973)
- En busca de un muro (1973)
- El profeta Mimí (1972)
- Cayó de la gloria el diablo (1971)
- La generala (1970)
- La vida inútil de Pito Pérez (1970)
- La trinchera (1968)
- La puerta y la mujer del carnicero, episodio: La mujer del carnicero (1968)
- Largo viaje hacia la muerte (L.S.D.) (1967)
- Las visitaciones del diablo (1967)
- Pedro Páramo (1966)
- Tarahumara (Cada vez más lejos) (1964)
- El gallo de oro (1964)
- Un hombre en la trampa (1963)
- El hombre de papel (1963)
- Cri Cri, el grillito cantor (1963)
- La bandida (1962)
- Furia en el edén (1962)
- Días de otoño (1962)
- Corazón de niño (1962)
- Rosa Blanca (1961)
- Los hermanos del hierro (Los llaneros) (1961)
- Y Dios la llamó tierra (1960)
- La sombra del caudillo (1960)
- Juana Gallo (1960)
- Sonatas (1959)
- Macario (1959)
- Ellas también son rebeldes (1959)
- El hambre nuestra de cada día (1959)
- Nazarin (1959)
- La estrella vacía (1958)
- La cucaracha (1958)
- Vainilla, Bronce y Morir (Una mujer más) (1956)
- Feliz año, amor mío (1955)
- Chilam Balam (1955)
- La desconocida (1954)

### Teatro
- La Celestina (1953), de Fernando de Rojas.
- Las mocedades del Cid (1953), de Guillem de Castro.
- Don Juan Tenorio (1953), de José Zorrilla.
- La discreta enamorada (1954), de Lope de Vega.
- Reinar después de morir (1954), de Luis Vélez de Guevara.
- Coplas por la muerte de su padre (1954), de Jorge Manrique.
- Don Juan Tenorio (1954), de José Zorrilla.
- La hidalga del valle (1954), de Pedro Calderón de la Barca.
- La manzana (1955), de León Felipe.
- Tovarich (1955), de Jacques Deval.
- Tres en jaque (1955), de L. Du Garde-Peach.
- Bus stop (1956), de William Inge.
- Las brujas de Salem (1956), de Arthur Miller.
- Cyrano de Bergerac (1962), de Edmond Rostand.
- El inspector (1965), de Gogol.
- Los hombres del cielo (1965), de Ignacio Retes.
- La reina y los insurrectos (1967), de Ugo Betti.
- El precio (1969), de Arthur Miller.
- Hogar (1971), de David Storey.
- Juego de niños (1972), de Robert Marasco.
- El gran inquisidor (1973), de Hugo Argüelles.
- Tirano Banderas (1974), de Valle-Inclán.
- Hipolito (1974), de Euripides.
- El desperfecto (1989), de Friedrich Dürrenmatt.
- Edipo en Colono (2000), de Sofocles.
- Doce hombres en pugna (2009), de Reginald Rose.
- El Cartero (II Postino) (2013) de Salvador Garcini.
- Aeroplanos (2014-2015)
- Un Picasso (2016)

## Prêmios e indicações

### Ariel
| Ano  | Categoria      | Filme                | Resultado |
| ---- | -------------- | -------------------- | --------- |
| 2007 | Ariel de ouro  | Trajetória do cinema | Venceu    |
| 1975 | Melhor atuação | Rapiña               | Indicado  |
| 1974 | Melhor atuação | El profeta Mimí      | Indicado  |
| 1973 | Melhor atuação | Rosa blanca          | Venceu    |

### TVyNovelas
| Ano  | Categoria               | Telenovela             | Resultado |
| ---- | ----------------------- | ---------------------- | --------- |
| 2003 | Melhor ator principal   | De pocas, pocas pulgas | Venceu    |
| 2001 | Melhor ator principal   | La casa en la playa    | Indicado  |
| 1998 | Melhor ator principal   | Esmeralda              | Venceu    |
| 1995 | Melhor ator principal   | Imperio de cristal     | Venceu    |
| 1991 | Melhor ator principal   | Ángeles blancos        | Indicado  |
| 1988 | Melhor ator principal   | Senda de gloria        | Indicado  |
| 1983 | Melhor ator antagonista | El derecho de nacer    | Indicado  |